# 2000年世界短道速滑团体锦标赛
2000年世界短道速滑团体锦标赛于2000年3月4日-2000年3月5日在荷兰海牙举行。世界短道速滑团体锦标赛由国际滑冰联盟主办，该组织还举办速度滑冰和花样滑冰世界杯和锦标赛。
根据短道速滑世界杯的成绩，排名前七的队伍能够自动获得参赛资格。每队有四名选手参加500米和1000米，前四名分别获得5、3、2、1分；每队有两名选手参加3000米，前七名分别获得8、6、5、4、3、2、1分；每场预赛由不同国家的选手组成，总成绩最好的四队晋级接力，接力前四分别获得13、7、5、3分；一旦犯规，赋予0分。

## 比赛结果
| 项目 | 金牌                                                                                              | 银牌                                         | 铜牌                                                                                                   |
| 男子 | 加拿大 · 若纳唐·吉尔梅特 · 弗朗索瓦-路易·特朗布莱 · 埃里克·贝达尔 · 马克·加尼翁 · 马蒂厄·蒂尔科特 | · 金东圣 · 李浚焕 · 李承宰 · 闵龙 · 吴世种   | 義大利 · 毛里齐奥·卡尔尼诺 · 尼古拉·弗兰切斯基纳 · 米凯莱·安东尼奥利 · 法比奥·卡尔塔 · 尼古拉·罗迪加里 |
| 女子 | 中国 · 王春露 · 楊揚 · 杨阳 · 孙丹丹 · 刘晓颖                                                     | · 安尚美 · 崔敏敬 · 朱敏真 · 朴慧园 · 全多慧 | 日本 · 勅使川原郁惠 · 田中千景 · 神野由佳 · 山田乃玞子 · 小泽美雪                                      |

## 积分排名

### 男子
| 排名 | 国家   | 分数 |
| ---- | ------ | ---- |
| 金牌 | 加拿大 | 46   |
| 銀牌 |        | 46   |
| 銅牌 | 義大利 | 37   |
| 4    | 中国   | 28   |
| 5    | 美国   | 28   |
| 6    | 日本   | 27   |
| 7    | 荷蘭   | 19   |

### 女子
| 排名 | 国家   | 分数 |
| ---- | ------ | ---- |
| 金牌 | 中国   | 60   |
| 銀牌 |        | 53   |
| 銅牌 | 日本   | 34   |
| 4    | 加拿大 | 30   |
| 5    | 義大利 | 25   |
| 6    | 美国   | 18   |
| 7    | 荷蘭   | 16   |

## 另请参阅
- 1999年至2000年短道速滑世界杯
- 2000年欧洲短道速滑锦标赛
- 2000年世界短道速滑锦标赛